# Muralla liberal de Castellón de la Plana
La Muralla Liberal, también llamada Muralla Carlista, de Castellón, es como se denomina a los restos de la muralla que se elevaba en la ciudad de Castellón de la Plana, en la comarca de la Plana Alta, en la primera mitad del siglo XIX, posiblemente en 1837. Se encuentra ubicada en el centro de la ciudad, en la llamada plaza de la Muralla Liberal.
Está catalogada, por declaración genérica, como Bien de Interés Cultural, presentando anotación ministerial número: R-I-51-0008996 y fecha de anotación quince de diciembre de 1999, según consta en la Dirección General de Patrimonio Artístico de la Generalidad Valenciana.

## Descripción histórico-artística
Castellón de la Plana sufrió asedio por parte de las fuerzas carlistas durante julio de 1837, ya que durante las guerras carlistas la ciudad se mantuvo fiel a Isabel II, por lo que fue sitiada en repetidas ocasiones por las tropas del general Cabrera. Este hecho obligó a sus habitantes a levantar unas nuevas las murallas. Una vez pasado el peligro fueron derribadas, hacia del año 1855, pero vueltas a levantar durante la segunda guerra carlista (1873-1874).
Actualmente solo quedan algunos restos de la muralla que se levantó en 1837, sin conexión con la muralla medieval y presentando foso, seis puertas, así como algunas batería.
En concreto los restos que quedan en la plaza de la Muralla Liberal, formaban parte de la Batería del Gas, la cual era un bastión de artillería. Este nuevo muro se extendía por el oeste de la ciudad de Castellón, abarcando lo que actualmente se conoce como las rondas de la Magdalena y del Mijares, llegando hasta el conocido portal de San Francisco; mientras, por el este, el recinto amurallado se extendía por la calle Guitarrista Tárrega, la parte baja de la calle Gobernador y por último, la calle de les Moreres, llegando hasta el portal de San Roque.
También hay otros restos documentados por excavaciones arqueológicas realizadas en la ciudad, unos se localizan en la llamada Plaza Dolçainer de Tales y otros entre las calles Prim y Marqués de la Ensenada. Las primeras han permitido documentar el tramo de foso de la muralla, el cual recorre la plaza orientado de noreste a suroeste. También se ha conseguido documentar la existencia de una acequia, la denominada de Coscollosa, que puede datarse en el siglo XIV.